# Чемпіонат світу з футболу 2018 (кваліфікаційний раунд, КОНМЕБОЛ)
Кваліфікаційний етап Чемпіонату Світу з футболу 2018 у Південній Америці визначить учасників ЧС-2018 в Росії від Південноамериканської конфедерації футболу (КОНМЕБОЛ). Якщо рішення не зміниться, то Південна Америка буде представлена на чемпіонаті світу п'ятьма збірними. Чотири збірні, які посядуть перші місця, напряму проходять у фінальну частину ЧС, ще одна команда, яка посяде 5 місце, буде боротись за право участі у стикових матчах з представником іншого континенту.

## Учасники
Заявки на участь у відбірковому турнірі подали всі 10 членів КОНМЕБОЛ: 
- Аргентина
- Болівія
- Бразилія
- Венесуела
- Колумбія
- Парагвай
- Перу
- Уругвай
- Чилі
- Еквадор

## Формат
Формат відбіркового турніру залишиться традиційним для Південної Америки: турнір у два кола без поділу на групи, в якому кожна команда зіграє з кожним із 9 суперників двічі - вдома та в гостях.
Жеребкування календаря турніру відбулося 25 липня 2015 в Санкт-Петербурзі.

## Терміни та розклад матчів
Матчі перших 4 турів відбудуться в 2015 році, в 2016 буде зіграно вісім турів, в 2017 - шість.
| Тур | Дата                |
| --- | ------------------- |
| 1   | 5–13 жовтня 2015    |
| 2   | 5–13 жовтня 2015    |
| 3   | 9–17 листопада 2015 |
| 4   | 9–17 листопада 2015 |

| Тур | Дата                       |
| --- | -------------------------- |
| 5   | 21–29 березня 2016         |
| 6   | 21–29 березня 2016         |
| 7   | 29 серпня – 6 вересня 2016 |
| 8   | 29 серпня – 6 вересня 2016 |
| 9   | 3–11 жовтня 2016           |
| 10  | 3–11 жовтня 2016           |
| 11  | 7–15 листопада 2016        |
| 12  | 7–15 листопада 2016        |

| Тур | Дата                       |
| --- | -------------------------- |
| 13  | 20–28 березня 2017         |
| 14  | 20–28 березня 2017         |
| 15  | 28 серпня – 5 вересня 2017 |
| 16  | 28 серпня – 5 вересня 2017 |
| 17  | 2–10 жовтня 2017           |
| 18  | 2–10 жовтня 2017           |

## Турнірна таблиця
| М   | Команда   | І  | В  | Н | П  | МЗ | МП | РМ  | О  |
| --- | --------- | -- | -- | - | -- | -- | -- | --- | -- |
| 1.  | Бразилія  | 18 | 12 | 5 | 1  | 41 | 11 | +30 | 41 |
| 2.  | Уругвай   | 18 | 9  | 4 | 5  | 32 | 20 | +12 | 31 |
| 3.  | Аргентина | 18 | 7  | 7 | 4  | 19 | 16 | +3  | 28 |
| 4.  | Колумбія  | 18 | 7  | 6 | 5  | 21 | 19 | +2  | 27 |
| 5.  | Перу      | 18 | 7  | 5 | 6  | 27 | 26 | +1  | 26 |
| 6.  | Чилі      | 18 | 8  | 2 | 8  | 26 | 27 | −1  | 26 |
| 7.  | Парагвай  | 18 | 7  | 3 | 8  | 19 | 25 | −6  | 24 |
| 8.  | Еквадор   | 18 | 6  | 2 | 10 | 26 | 29 | −3  | 20 |
| 9.  | Болівія   | 18 | 4  | 2 | 12 | 16 | 38 | −22 | 14 |
| 10. | Венесуела | 18 | 2  | 6 | 10 | 19 | 35 | −16 | 12 |

|           | Аргентина | Болівія | Бразилія | Чилі | Колумбія | Еквадор | Парагвай | Перу | Уругвай | Венесуела |
| --------- | --------- | ------- | -------- | ---- | -------- | ------- | -------- | ---- | ------- | --------- |
| Аргентина | —         | 2-0     | 1-1      | 1-0  | 3-0      | 0-2     | 0-1      | 0-0  | 1-0     | 1-1       |
| Болівія   | 2-0       | —       | 0-0      | 1-0  | 2-3      | 2-2     | 1-0      | 0-31 | 0-2     | 4-2       |
| Бразилія  | 3-0       | 5-0     | —        | 3-0  | 2-1      | 2-0     | 3-0      | 3-0  | 2-2     | 3-1       |
| Чилі      | 1-2       | 3-01    | 2-0      | —    | 1-1      | 2-1     | 0-3      | 2-1  | 3-1     | 3-1       |
| Колумбія  | 0-1       | 1-0     | 1-1      | 0-0  | —        | 3-1     | 1-2      | 2-0  | 2-2     | 2-0       |
| Еквадор   | 1-3       | 2-0     | 0-3      | 3-0  | 0-2      | —       | 2-2      | 1-2  | 2-1     | 3-0       |
| Парагвай  | 0-0       | 2-1     | 2-2      | 2-1  | 0-1      | 2-1     | —        | 1-4  | 1-2     | 0-1       |
| Перу      | 2-2       | 2-1     | 0-2      | 3-4  | 1-1      | 2-1     | 1-0      | —    | 2-1     | 2-2       |
| Уругвай   | 0-0       | 4-2     | 1-4      | 3-0  | 3-0      | 2-1     | 4-0      | 1-0  | —       | 3-0       |
| Венесуела | 2-2       | 5-0     | 0-2      | 1-4  | 0-0      | 1-3     | 0-1      | 2-2  | 0-0     | —         |

- 1: 1 листопада 2016 року ФІФА покарала збірну Болівії двома технічними поразками, (у матчах проти Перу та Чилі), за участь в матчах відбору до ЧС-2018 гравця, який не мав права виходити на поле. [Архівовано 5 жовтня 2017 у Wayback Machine.]

## Матчі

### Ігровий день 1
| 8 жовтня 2015 16:00 UTC−4 |

| Болівія | 0 – 2            | Уругвай               |
| ------- | ---------------- | --------------------- |
|         | Протокол (англ.) | Касерес 10' Годін 68' |

| Стадіон імені Ернандо Сілеса, Ла-Пас Арбітр: Патрісіо Лоустау (Аргентина) |

| 8 жовтня 2015 15:30 UTC−5 |

| Колумбія                    | 2 – 0            | Перу |
| --------------------------- | ---------------- | ---- |
| Гутьєррес 36' Кардона 90+5' | Протокол (англ.) |      |

| Стадіон імені Роберто Мелендеса, Барранкілья Арбітр: Антоніо Аріас (Парагвай) |

| 8 жовтня 2015 16:30 UTC−4:30 |

| Венесуела | 0 – 1            | Парагвай     |
| --------- | ---------------- | ------------ |
|           | Протокол (англ.) | Гонсалес 85' |

| Качамай, Сіудад Гуаяна Арбітр: Ернандо Буїтраго (Колумбія) |

| 8 жовтня 2015 20:30 UTC−3 |

| Чилі                  | 2 – 0            | Бразилія |
| --------------------- | ---------------- | -------- |
| Варгас 72' Санчес 88' | Протокол (англ.) |          |

| Національний стадіон імені Хуліо Мартінеса Праданоса, Сантьяго Арбітр: Родді Самбрано (Еквадор) |

| 8 жовтня 2015 21:00 UTC−3 |

| Аргентина | 0 – 2            | Еквадор               |
| --------- | ---------------- | --------------------- |
|           | Протокол (англ.) | Ерасо 81' Кайседо 82' |

| Монументаль, Буенос-Айрес Арбітр: Хуліо Баскуньян (Чилі) |

### Ігровий день 2
| 13 жовтня 2015 16:00 UTC−5 |

| Еквадор                            | 2 – 0            | Болівія |
| ---------------------------------- | ---------------- | ------- |
| Боланьйос 81' Кайседо 90+5' (пен.) | Протокол (англ.) |         |

| Естадіо Олімпіко, Кіто Арбітр: Сандро Річчі (Бразилія) |

| 13 жовтня 2015 20:00 UTC−3 |

| Уругвай                          | 3 – 0            | Колумбія |
| -------------------------------- | ---------------- | -------- |
| Годін 34' Ролан 51' Ернандес 87' | Протокол (англ.) |          |

| Естадіо Сентенаріо, Монтевідео Арбітр: Ебер Лопес (Бразилія) |

| 13 жовтня 2015 21:00 UTC−3 |

| Парагвай | 0 – 0            | Аргентина |
| -------- | ---------------- | --------- |
|          | Протокол (англ.) |           |

| Естадіо Дефенсорес дель Чако, Асунсьйон Арбітр: Андрес Кунья (Уругвай) |

| 13 жовтня 2015 22:00 UTC−3 |

| Бразилія                     | 3 – 1            | Венесуела  |
| ---------------------------- | ---------------- | ---------- |
| Вілліан 1', 42' Олівейра 73' | Протокол (англ.) | Сантос 64' |

| Кастелан, Форталеза Глядачів: 38 970 Арбітр: Даріо Убріако (Уругвай) |

| 13 жовтня 2015 21:15 UTC−5 |

| Перу                                 | 3 – 4            | Чилі                           |
| ------------------------------------ | ---------------- | ------------------------------ |
| Фарфан 10', 36' (пен.) Герреро 90+2' | Протокол (англ.) | Санчес 7', 44' Варгас 41', 49' |

| Національний стадіон, Ліма Арбітр: Нестор Пітана (Аргентина) |

### Ігровий день 3
| 12 листопада 2015 16:00 UTC−4 |

| Болівія                                         | 4 – 2            | Венесуела             |
| ----------------------------------------------- | ---------------- | --------------------- |
| Рамальйо 19', 45+1' Арсе 23' (пен.) Кардосо 49' | Протокол (англ.) | Рондон 32' Бланко 55' |

| Стадіон імені Ернандо Сілеса, Ла-Пас Арбітр: Віктор Каррільйо (Перу) |

| 12 листопада 2015 16:00 UTC−5 |

| Еквадор                  | 2 – 1            | Уругвай    |
| ------------------------ | ---------------- | ---------- |
| Кайседо 23' Мартінес 59' | Протокол (англ.) | Кавані 49' |

| Естадіо Олімпіко, Кіто Арбітр: Рікардо Маркеш (Бразилія) |

| 12 листопада 2015 20:30 UTC−3 |

| Чилі       | 1 – 1            | Колумбія     |
| ---------- | ---------------- | ------------ |
| Відаль 44' | Протокол (англ.) | Родрігес 67' |

| Національний стадіон імені Хуліо Мартінеса Праданоса, Сантьяго Арбітр: Енріке Касерес (Парагвай) |

| 13 листопада 2015 21:00 UTC−3 |

| Аргентина   | 1 – 1            | Бразилія       |
| ----------- | ---------------- | -------------- |
| Лавессі 34' | Протокол (англ.) | Лукас Ліма 58' |

| Монументаль, Буенос-Айрес Арбітр: Антоніо Аріас (Парагвай) |

| 13 листопада 2015 21:15 UTC−5 |

| Перу       | 1 – 0            | Парагвай |
| ---------- | ---------------- | -------- |
| Фарфан 20' | Протокол (англ.) |          |

| Національний стадіон, Ліма Арбітр: Хуліо Баскуньян (Чилі) |

### Ігровий день 4
| 17 листопада 2015 15:30 UTC−5 |

| Колумбія | 0 – 1            | Аргентина |
| -------- | ---------------- | --------- |
|          | Протокол (англ.) | Білья 19' |

| Стадіон імені Роберто Мелендеса, Барранкілья Арбітр: Карлос Вера (Еквадор) |

| 17 листопада 2015 16:30 UTC−4:30 |

| Венесуела       | 1 – 3            | Еквадор                                 |
| --------------- | ---------------- | --------------------------------------- |
| Х. Мартінес 84' | Протокол (англ.) | Ф. Мартінес 15' Монтеро 23' Кайседо 60' |

| Качамай, Сіудад Гуаяна Арбітр: Хері Варгас (Болівія) |

| 17 листопада 2015 20:00 UTC−3 |

| Парагвай                | 2 – 1            | Болівія |
| ----------------------- | ---------------- | ------- |
| Лескано 61' Барріос 64' | Протокол (англ.) | Дюк 59' |

| Естадіо Дефенсорес дель Чако, Асунсьйон Арбітр: Хосе Арготе (Венесуела) |

| 17 листопада 2015 20:00 UTC−3 |

| Уругвай                              | 3 – 0            | Чилі |
| ------------------------------------ | ---------------- | ---- |
| Годін 23' А. Перейра 61' Касерес 65' | Протокол (англ.) |      |

| Естадіо Сентенаріо, Монтевідео Арбітр: Вільмар Ролдан (Колумбія) |

| 17 листопада 2015 21:00 UTC−3 |

| Бразилія                                            | 3 – 0            | Перу |
| --------------------------------------------------- | ---------------- | ---- |
| Дуглас Коста 22' Ренато Аугусто 57' Філіпе Луїс 76' | Протокол (англ.) |      |

| Арена Фонте-Нова, Салвадор Арбітр: Ернандо Буїтраго (Колумбія) |

### Ігровий день 5
| 24 березня 2016 16:00 UTC−4 |

| Болівія                      | 2 – 3            | Колумбія                             |
| ---------------------------- | ---------------- | ------------------------------------ |
| Арсе 50' (пен.) Чумасеро 62' | Протокол (англ.) | Родрігес 10' Бакка 41' Кардона 90+2' |

| Стадіон імені Ернандо Сілеса, Ла-Пас Глядачів: 16 765 Арбітр: Вілтон Перейра Сампаю (Бразилія) |

| 24 березня 2016 16:00 UTC−5 |

| Еквадор                    | 2 – 2            | Парагвай         |
| -------------------------- | ---------------- | ---------------- |
| Е. Валенсія 20' Мена 90+2' | Протокол (англ.) | Лескано 38', 59' |

| Естадіо Олімпіко, Кіто Глядачів: 34 817 Арбітр: Даніель Федорчук (Уругвай) |

| 24 березня 2016 20:30 UTC−3 |

| Чилі          | 1 – 2            | Аргентина                |
| ------------- | ---------------- | ------------------------ |
| Гутьєррес 11' | Протокол (англ.) | Ді Марія 20' Меркадо 25' |

| Національний стадіон імені Хуліо Мартінеса Праданоса, Сантьяго Глядачів: 44 536 Арбітр: Ебер Лопес (Бразилія) |

| 24 березня 2016 21:15 UTC−5 |

| Перу                      | 2 – 2            | Венесуела                       |
| ------------------------- | ---------------- | ------------------------------- |
| Герреро 61' Руйдіас 90+4' | Протокол (англ.) | Отеро 33' (пен.) Вільянуева 57' |

| Національний стадіон, Ліма Глядачів: 35 459 Арбітр: Енріке Касерес (Парагвай) |

| 25 березня 2016 21:45 UTC−3 |

| Бразилія                           | 2 – 2            | Уругвай               |
| ---------------------------------- | ---------------- | --------------------- |
| Дуглас Коста 1' Ренато Аугусто 25' | Протокол (англ.) | Кавані 30' Суарес 48' |

| Арена Пернамбуку, Ресіфі Глядачів: 45 010 Арбітр: Нестор Пітана (Аргентина) |

### Ігровий день 6
| 29 березня 2016 15:30 UTC−5 |

| Колумбія                 | 3 – 1            | Еквадор    |
| ------------------------ | ---------------- | ---------- |
| Бакка 15', 67' Перес 48' | Протокол (англ.) | Арройо 90' |

| Стадіон імені Роберто Мелендеса, Барранкілья Глядачів: 38 400 Арбітр: Енріке Оссес (Чилі) |

| 29 березня 2016 20:00 UTC−3 |

| Уругвай    | 1 – 0            | Перу |
| ---------- | ---------------- | ---- |
| Кавані 51' | Протокол (англ.) |      |

| Естадіо Сентенаріо, Монтевідео Глядачів: 55 000 Арбітр: Родді Самбрано (Еквадор) |

| 29 березня 2016 19:00 UTC−4:30 |

| Венесуела | 1 – 4            | Чилі                               |
| --------- | ---------------- | ---------------------------------- |
| Отеро 9'  | Протокол (англ.) | Пінілья 33', 52' Відаль 72', 90+2' |

| Агустін Товар, Баринас Глядачів: 53 000 Арбітр: Дієго Аро (Перу) |

| 29 березня 2016 20:30 UTC−3 |

| Аргентина                    | 2 – 0            | Болівія |
| ---------------------------- | ---------------- | ------- |
| Меркадо 20' Мессі 30' (пен.) | Протокол (англ.) |         |

| Маріо Кемпес, Кордова Глядачів: 24 101 Арбітр: Хесус Валенсуела (Венесуела) |

| 29 березня 2016 20:45 UTC−4 |

| Парагвай                   | 2 – 2            | Бразилія                                |
| -------------------------- | ---------------- | --------------------------------------- |
| Лескано 40' Е. Бенітес 49' | Протокол (англ.) | Рікарду Олівейра 79' Даніел Алвес 90+2' |

| Естадіо Дефенсорес дель Чако, Асунсьйон Глядачів: 24 457 Арбітр: Вільмар Ролдан (Колумбія) |

### Ігровий день 7
| 1 вересня 2016 16:00 UTC−4 |

| Болівія                 | 0 – 3 (технічна поразка) | Перу |
| ----------------------- | ------------------------ | ---- |
| Ескобар 38' Ральдес 86' | Протокол (англ.)         |      |

| Стадіон імені Ернандо Сілеса, Ла-Пас Арбітр: Хосе Арготе (Венесуела) |

| 1 вересня 2016 15:30 UTC−5 |

| Колумбія                     | 2 – 0            | Венесуела |
| ---------------------------- | ---------------- | --------- |
| Родрігес 45+2' М. Торрес 82' | Протокол (англ.) |           |

| Стадіон імені Роберто Мелендеса, Барранкілья Арбітр: Даніель Федорчук (Уругвай) |

| 1 вересня 2016 16:00 UTC−5 |

| Еквадор | 0 – 3            | Бразилія                                   |
| ------- | ---------------- | ------------------------------------------ |
|         | Протокол (англ.) | Неймар 72' (пен.) Габріел Жезус 87', 90+2' |

| Естадіо Олімпіко, Кіто Арбітр: Енріке Касерес (Парагвай) |

| 1 вересня 2016 20:30 UTC−3 |

| Аргентина | 1 – 0            | Уругвай |
| --------- | ---------------- | ------- |
| Мессі 43' | Протокол (англ.) |         |

| Мальвінас Аргентинас, Мендоса Арбітр: Хуліо Баскуньян (Чилі) |

| 1 вересня 2016 20:00 UTC−4 |

| Парагвай               | 2 – 1            | Чилі       |
| ---------------------- | ---------------- | ---------- |
| Ромеро 6' да Сільва 9' | Протокол (англ.) | Відаль 37' |

| Естадіо Дефенсорес дель Чако, Асунсьйон Арбітр: Нестор Пітана (Аргентина) |

### Ігровий день 8
| 6 вересня 2016 20:00 UTC−3 |

| Уругвай                                          | 4 – 0            | Парагвай |
| ------------------------------------------------ | ---------------- | -------- |
| Кавані 18', 54' Родрігес 42' Суарес 45+1' (пен.) | Протокол (англ.) |          |

| Естадіо Сентенаріо, Монтевідео Арбітр: Вілтон Перейра Сампайю (Бразилія) |

| 6 вересня 2016 19:00 UTC−4 |

| Венесуела               | 2 – 2            | Аргентина               |
| ----------------------- | ---------------- | ----------------------- |
| Хуанпі 34' Мартінес 52' | Протокол (англ.) | Пратто 58' Отаменді 83' |

| Метрополітано де футбол де Лара, Мерида Арбітр: Родді Самбрано (Еквадор) |

| 6 вересня 2016 21:30 UTC−3 |

| Чилі | 3 – 0 (технічна поразка) | Болівія |
| ---- | ------------------------ | ------- |
|      | Протокол (англ.)         |         |

| Монументаль Давід Арельяно, Сантьяго Арбітр: Рікардо Маркеш (Бразилія) |

| 6 вересня 2016 20:45 UTC−4 |

| Бразилія              | 2 – 1            | Колумбія            |
| --------------------- | ---------------- | ------------------- |
| Міранда 2' Неймар 74' | Протокол (англ.) | Маркіньйос 36' (аг) |

| Арена да Амазонія, Манаус Арбітр: Патрісіо Лоустау (Аргентина) |

| 6 вересня 2016 21:15 UTC−5 |

| Перу                       | 2 – 1            | Еквадор     |
| -------------------------- | ---------------- | ----------- |
| Куева 19' (пен.) Тапія 78' | Протокол (англ.) | Ачільєр 31' |

| Національний стадіон, Ліма Арбітр: Вільмар Ролдан (Колумбія) |

### Ігровий день 9
| 6 жовтня 2016 16:00 UTC−5 |

| Еквадор                                | 3 – 0            | Чилі |
| -------------------------------------- | ---------------- | ---- |
| А.Валенсія 19' Рамірес 23' Кайседо 46' | Протокол (англ.) |      |

| Естадіо Олімпіко, Кіто Арбітр: Мауро Вільяно (Аргентина) |

| 6 жовтня 2016 20:00 UTC−3 |

| Уругвай                     | 3 – 0            | Венесуела |
| --------------------------- | ---------------- | --------- |
| Лодейро 29' Кавані 46', 79' | Протокол (англ.) |           |

| Естадіо Сентенаріо, Монтевідео Арбітр: Рауль Ороско (Болівія) |

| 6 жовтня 2016 20:30 UTC−3 |

| Парагвай | 0 – 1            | Колумбія      |
| -------- | ---------------- | ------------- |
|          | Протокол (англ.) | Кардона 90+1' |

| Естадіо Дефенсорес дель Чако, Асунсьйон Арбітр: Хуліо Баскуньян (Чилі) |

| 6 жовтня 2016 21:45 UTC−3 |

| Бразилія                                                              | 5 – 0            | Болівія |
| --------------------------------------------------------------------- | ---------------- | ------- |
| Неймар 11' Коутінью 26' Філіпе Луїс 39' Габріел Жезус 44' Фірміно 75' | Протокол (англ.) |         |

| Арена дас Дунас, Натал Арбітр: Вілсон Ламороукс (Колумбія) |

| 6 жовтня 2016 21:15 UTC−5 |

| Перу                         | 2 – 2            | Аргентина           |
| ---------------------------- | ---------------- | ------------------- |
| Герреро 58' Куева 84' (пен.) | Протокол (англ.) | Морі 15' Ігуаїн 77' |

| Національний стадіон, Ліма Арбітр: Сандро Річчі (Бразилія) |

### Ігровий день 10
| 11 жовтня 2016 16:00 UTC−4 |

| Болівія         | 2 – 2            | Еквадор             |
| --------------- | ---------------- | ------------------- |
| Ескобар 4', 43' | Протокол (англ.) | Е.Валенсія 47', 89' |

| Стадіон імені Ернандо Сілеса, Ла-Пас Арбітр: Маріо Діас де Вівар (Парагвай) |

| 11 жовтня 2016 15:30 UTC−5 |

| Колумбія            | 2 – 2            | Уругвай                 |
| ------------------- | ---------------- | ----------------------- |
| Агілар 15' Міна 84' | Протокол (англ.) | Родрігес 27' Суарес 73' |

| Стадіон імені Роберто Мелендеса, Барранкілья Арбітр: Нестор Пітана (Аргентина) |

| 11 жовтня 2016 20:30 UTC−3 |

| Аргентина | 0 – 1            | Парагвай     |
| --------- | ---------------- | ------------ |
|           | Протокол (англ.) | Гонсалес 18' |

| Маріо Кемпес, Кордова Арбітр: Даніель Федорчук (Уругвай) |

| 11 жовтня 2016 20:30 UTC−3 |

| Чилі            | 2 – 1            | Перу       |
| --------------- | ---------------- | ---------- |
| Відаль 10', 85' | Протокол (англ.) | Флорес 76' |

| Національний стадіон імені Хуліо Мартінеса Праданоса, Сантьяго Арбітр: Родді Самбрано (Еквадор) |

| 11 жовтня 2016 20:30 UTC−4 |

| Венесуела | 0 – 2            | Бразилія                     |
| --------- | ---------------- | ---------------------------- |
|           | Протокол (англ.) | Габріел Жезус 8' Вілліан 53' |

| Метрополітано де футбол де Лара, Мерида Арбітр: Віктор Каррільйо (Перу) |

### Ігровий день 11
| 10 листопада 2016 15:30 UTC−5 |

| Колумбія | 0 – 0            | Чилі |
| -------- | ---------------- | ---- |
|          | Протокол (англ.) |      |

| Стадіон імені Роберто Мелендеса, Барранкілья Арбітр: Вілтон Перейра Сампаю (Бразилія) |

| 10 листопада 2016 20:00 UTC−3 |

| Уругвай              | 2 – 1            | Еквадор     |
| -------------------- | ---------------- | ----------- |
| Коатес 12' Ролан 45' | Протокол (англ.) | Кайседо 44' |

| Естадіо Сентенаріо, Монтевідео Глядачів: 55 000 Арбітр: Віктор Каррільйо (Перу) |

| 10 листопада 2016 20:30 UTC−3 |

| Парагвай   | 1 – 4            | Перу                                               |
| ---------- | ---------------- | -------------------------------------------------- |
| Ріверос 9' | Протокол (англ.) | Рамос 48' Флорес 71' Куева 78' Е. Бенітес 84' (аг) |

| Естадіо Дефенсорес дель Чако, Асунсьйон Глядачів: 30 000 Арбітр: Патрісіо Лоустау (Аргентина) |

| 10 листопада 2016 19:45 UTC−4 |

| Венесуела                                      | 5 – 0            | Болівія |
| ---------------------------------------------- | ---------------- | ------- |
| Куффаті 3' Х. Мартінес 11', 67', 70' Отеро 75' | Протокол (англ.) |         |

| Монументаль де Матурін, Матурін Глядачів: 49 750 Арбітр: Андрес Кунья (Уругвай) |

| 10 листопада 2016 21:45 UTC−2 |

| Бразилія                             | 3 – 0            | Аргентина |
| ------------------------------------ | ---------------- | --------- |
| Коутінью 24' Неймар 45' Паулінью 59' | Протокол (англ.) |           |

| Мінейран, Белу-Оризонті Глядачів: 54 490 Арбітр: Хуліо Баскуньян (Чилі) |

### Ігровий день 12
| 15 листопада 2016 16:00 UTC−4 |

| Болівія    | 1 – 0            | Парагвай |
| ---------- | ---------------- | -------- |
| Морено 77' | Протокол (англ.) |          |

| Стадіон імені Ернандо Сілеса, Ла-Пас Глядачів: 13,285 Арбітр: Крістіан Феррейра (Уругвай) |

| 15 листопада 2016 16:00 UTC−5 |

| Еквадор                                   | 3 – 0            | Венесуела |
| ----------------------------------------- | ---------------- | --------- |
| Міна 50' М. Боланьйос 84' Е. Валенсія 87' | Протокол (англ.) |           |

| Естадіо Олімпіко, Кіто Глядачів: 28 000 Арбітр: Роберто Тобар (Чилі) |

| 15 листопада 2016 20:30 UTC−3 |

| Аргентина                         | 3 – 0            | Колумбія |
| --------------------------------- | ---------------- | -------- |
| Мессі 10' Пратто 22' Ді Марія 84' | Протокол (англ.) |          |

| Естадіо дель Бікентенаріо, Сан-Хуан Глядачів: 24,000 Арбітр: Родді Самбрано (Еквадор) |

| 15 листопада 2016 20:30 UTC−3 |

| Чилі                         | 3 – 1            | Уругвай    |
| ---------------------------- | ---------------- | ---------- |
| Варгас 45+1' Санчес 60', 75' | Протокол (англ.) | Кавані 16' |

| Національний стадіон імені Хуліо Мартінеса Праданоса, Сантьяго Глядачів: 42,011 Арбітр: Енріке Касерес (Парагвай) |

| 15 листопада 2016 21:15 UTC−5 |

| Перу | 0 – 2            | Бразилія                             |
| ---- | ---------------- | ------------------------------------ |
|      | Протокол (англ.) | Габріел Жезус 57' Ренато Аугусто 78' |

| Національний стадіон, Ліма Глядачів: 38,700 Арбітр: Вільмар Ролдан (Колумбія) |

### Ігровий день 13
| 23 березня 2017 15:30 UTC−5 |

| Колумбія     | 1 – 0            | Болівія |
| ------------ | ---------------- | ------- |
| Родрігес 83' | Протокол (англ.) |         |

| Стадіон імені Роберто Мелендеса, Барранкілья Арбітр: Рікардо Маркеш (Бразилія) |

| 23 березня 2017 20:00 UTC−3 |

| Парагвай               | 2 – 1            | Еквадор            |
| ---------------------- | ---------------- | ------------------ |
| Вальдес 12' Алосно 65' | Протокол (англ.) | Кайседо 70' (пен.) |

| Естадіо Дефенсорес дель Чако, Асунсьйон Арбітр: Хосе Арготе (Венесуела) |

| 23 березня 2017 20:00 UTC−3 |

| Уругвай          | 1 – 4            | Бразилія                            |
| ---------------- | ---------------- | ----------------------------------- |
| Кавані 9' (пен.) | Протокол (англ.) | Паулінью 18', 51', 90+2' Неймар 74' |

| Естадіо Сентенаріо, Монтевідео Арбітр: Патрісіо Лоустау (Аргентина) |

| 23 березня 2017 20:30 UTC−3 |

| Аргентина        | 1 – 0            | Чилі |
| ---------------- | ---------------- | ---- |
| Мессі 16' (пен.) | Протокол (англ.) |      |

| Монументаль, Буенос-Айрес Арбітр: Сандро Річчі (Бразилія) |

| 23 березня 2017 19:30 UTC−4 |

| Венесуела                | 2 – 2            | Перу                      |
| ------------------------ | ---------------- | ------------------------- |
| Вільянуева 24' Отеро 40' | Протокол (англ.) | Каррільйо 46' Герреро 64' |

| Монументаль де Матурін, Матурін Арбітр: Енріке Касерес (Парагвай) |

### Ігровий день 14
| 28 березня 2017 16:00 UTC−4 |

| Болівія                     | 2 – 0            | Аргентина |
| --------------------------- | ---------------- | --------- |
| Арсе 31' Мартінс Морено 53' | Протокол (англ.) |           |

| Стадіон імені Ернандо Сілеса, Ла-Пас Арбітр: Вілмар Ролдан (Колумбія) |

| 28 березня 2017 16:00 UTC−5 |

| Еквадор | 0 – 2            | Колумбія                  |
| ------- | ---------------- | ------------------------- |
|         | Протокол (англ.) | Родрігес 20' Куадрадо 34' |

| Естадіо Олімпіко, Кіто Арбітр: Нестор Пітана (Аргентина) |

| 28 березня 2017 19:00 UTC−3 |

| Чилі                      | 3 – 1            | Венесуела  |
| ------------------------- | ---------------- | ---------- |
| Санчес 4' Паредес 7', 22' | Протокол (англ.) | Рондон 62' |

| Монументаль Давід Арельяно, Сантьяго Арбітр: Андрес Кунья (Уругвай) |

| 28 березня 2017 21:45 UTC−3 |

| Бразилія                             | 3 – 0            | Парагвай |
| ------------------------------------ | ---------------- | -------- |
| Коутіньйо 34' Неймар 64' Марсело 85' | Протокол (англ.) |          |

| Арена Корінтіанс, Сан-Паулу Арбітр: Віктор Каррільйо (Перу) |

| 28 березня 2017 21:15 UTC−5 |

| Перу                   | 2 – 1            | Уругвай    |
| ---------------------- | ---------------- | ---------- |
| Герреро 35' Флорес 62' | Протокол (англ.) | Санчес 30' |

| Національний стадіон, Ліма Арбітр: Хуліо Баскуньян (Чилі) |

### Ігровий день 15
| 31 серпня 2017 19:30 UTC−3 |

| Чилі | 0 – 3            | Парагвай                                |
| ---- | ---------------- | --------------------------------------- |
|      | Протокол (англ.) | Відаль 24' (аг) Касерес 55' Ортіс 90+2' |

| Монументаль Давід Арельяно, Сантьяго Глядачів: 43 000 Арбітр: Нестор Пітана (Аргентина) |

| 31 серпня 2017 21:45 UTC−3 |

| Бразилія                   | 2 – 0            | Еквадор |
| -------------------------- | ---------------- | ------- |
| Паулінью 69' Коутіньйо 76' | Протокол (англ.) |         |

| Арена Греміо, Порту-Алегрі Глядачів: 36 689 Арбітр: Маріо Діас де Вівар (Парагвай) |

| 31 серпня 2017 17:00 UTC−4 |

| Венесуела | 0 – 0            | Колумбія |
| --------- | ---------------- | -------- |
|           | Протокол (англ.) |          |

| Полідепортіво де Пуебло Нуево, Сан-Кристобаль Глядачів: 35 000 Арбітр: Вілтон Перейра Сампаю (Бразилія) |

| 31 серпня 2017 21:15 UTC−5 |

| Перу                 | 2 – 1            | Болівія      |
| -------------------- | ---------------- | ------------ |
| Флорес 55' Куева 72' | Протокол (англ.) | Альварес 59' |

| Національний стадіон, Ліма Глядачів: 60 000 Арбітр: Андрес Кунья (Уругвай) |

| 31 серпня 2017 20:00 UTC−3 |

| Уругвай | 0 – 0            | Аргентина |
| ------- | ---------------- | --------- |
|         | Протокол (англ.) |           |

| Естадіо Сентенаріо, Монтевідео Глядачів: 55 000 Арбітр: Віктор Каррільйо (Перу) |

### Ігровий день 16
| 5 вересня 2017 16:00 UTC−4 |

| Болівія         | 1 – 0            | Чилі |
| --------------- | ---------------- | ---- |
| Арсе 59' (пен.) | Протокол (англ.) |      |

| Стадіон імені Ернандо Сілеса, Ла-Пас Арбітр: Вільмар Ролдан (Колумбія) |

| 5 вересня 2017 15:30 UTC−5 |

| Колумбія    | 1 – 1            | Бразилія      |
| ----------- | ---------------- | ------------- |
| Фалькао 56' | Протокол (англ.) | Вілліан 45+2' |

| Стадіон імені Роберто Мелендеса, Барранкілья Арбітр: Хесус Валенсуела (Венесуела) |

| 5 вересня 2017 16:00 UTC−5 |

| Еквадор               | 1 – 2            | Перу                  |
| --------------------- | ---------------- | --------------------- |
| Е.Валенсія 79' (пен.) | Протокол (англ.) | Флорес 73' Уртадо 76' |

| Естадіо Олімпіко, Кіто Арбітр: Енріке Касерес (Парагвай) |

| 5 вересня 2017 20:30 UTC−3 |

| Аргентина         | 1 – 1            | Венесуела   |
| ----------------- | ---------------- | ----------- |
| Фельтшер 54' (аг) | Протокол (англ.) | Мурільо 51' |

| Монументаль, Буенос-Айрес Арбітр: Роберто Тобар (Чилі) |

| 5 вересня 2017 20:00 UTC−4 |

| Парагвай     | 1 – 2            | Уругвай                      |
| ------------ | ---------------- | ---------------------------- |
| А.Ромеро 88' | Протокол (англ.) | Вальверде 76' Гомес 80' (аг) |

| Естадіо Дефенсорес дель Чако, Асунсьйон Арбітр: Сандро Річчі (Бразилія) |

### Ігровий день 17
| 5 жовтня 2017 16:00 UTC−4 |

| Болівія | 0 – 0            | Бразилія |
| ------- | ---------------- | -------- |
|         | Протокол (англ.) |          |

| Стадіон імені Ернандо Сілеса, Ла-Пас Арбітр: Фернандо Рапалліні (Аргентина) |

| 5 жовтня 2017 15:30 UTC−5 |

| Колумбія    | 1 – 2            | Парагвай                   |
| ----------- | ---------------- | -------------------------- |
| Фалькао 79' | Протокол (англ.) | Кардосо 89' Санабрія 90+2' |

| Стадіон імені Роберто Мелендеса, Барранкілья Арбітр: Рікардо Маркеш (Бразилія) |

| 5 жовтня 2017 17:00 UTC−4 |

| Венесуела | 0 – 0            | Уругвай |
| --------- | ---------------- | ------- |
|           | Протокол (англ.) |         |

| Полідепортіво де Пуебло Нуево, Сан-Кристобаль Арбітр: Андерсон Даронко (Бразилія) |

| 5 жовтня 2017 20:00 UTC−3 |

| Чилі                  | 2 – 1            | Еквадор    |
| --------------------- | ---------------- | ---------- |
| Варгас 22' Санчес 85' | Протокол (англ.) | Ібарра 82' |

| Монументаль Давід Арельяно, Сантьяго Арбітр: Сандро Річчі (Бразилія) |

| 5 жовтня 2017 |

| Аргентина | 0 – 0            | Перу |
| --------- | ---------------- | ---- |
|           | Протокол (англ.) |      |

| Стадіон імені Альберто Армандо, Буенос-Айрес Арбітр: Вілтон Перейра Сампаю (Бразилія) |

### Ігровий день 18
| 10 жовтня 2017 16:00 UTC−5 |

| Еквадор   | 1 – 3            | Аргентина           |
| --------- | ---------------- | ------------------- |
| Ібарра 1' | Протокол (англ.) | Мессі 11', 19', 62' |

| Естадіо Олімпіко, Кіто Глядачів: 29,000 Арбітр: Андерсон Даронко (Бразилія) |

| 10 жовтня 2017 20:00 UTC−3 |

| Уругвай                                | 4 – 2            | Болівія                        |
| -------------------------------------- | ---------------- | ------------------------------ |
| Касерес 39' Кавані 42' Суарес 60', 76' | Протокол (англ.) | Сільва 24' (аг) Годін 79' (аг) |

| Естадіо Сентенаріо, Монтевідео Глядачів: 60,000 Арбітр: Рікардо Маркеш (Бразилія) |

| 10 жовтня 2017 20:30 UTC−3 |

| Парагвай | 0 – 1            | Венесуела  |
| -------- | ---------------- | ---------- |
|          | Протокол (англ.) | Еррера 84' |

| Естадіо Дефенсорес дель Чако, Асунсьйон Глядачів: 38,786 Арбітр: Вілтон Перейра Сампаю (Бразилія) |

| 10 жовтня 2017 21:45 UTC−3 |

| Бразилія                              | 3 – 0            | Чилі |
| ------------------------------------- | ---------------- | ---- |
| Паулінью 55' Габріел Жезус 57', 90+2' | Протокол (англ.) |      |

| Аліанс Парк, Сан-Паулу Глядачів: 46,008 Арбітр: Родді Самбрано (Еквадор) |

| 10 жовтня 2017 20:30 UTC−5 |

| Перу            | 1 – 1            | Колумбія     |
| --------------- | ---------------- | ------------ |
| Оспіна 77' (аг) | Протокол (англ.) | Родрігес 55' |

| Національний стадіон, Ліма Глядачів: 39,637 Арбітр: Сандро Річчі (Бразилія) |